# Plasmodium (släkte)
Plasmodium är ett släkte protister som sprids med myggor till olika värddjur. Här återfinns bland annat de arter som hos människan ger upphov till malaria.
Plasmodierna sprids genom blodsugande myggor.

## Arter
- Plasmodium achiotense
- Plasmodium acuminatum
- Plasmodium adunyinkai
- Plasmodium aegyptensis
- Plasmodium aeuminatum
- Plasmodium agamae
- Plasmodium anasum
- Plasmodium atheruri
- Plasmodium arachniformis
- Plasmodium aurulentum
- Plasmodium azurophilum
- Plasmodium balli
- Plasmodium bambusicolai
- Plasmodium basilisci
- Plasmodium beebei
- Plasmodium beltrani
- Plasmodium berghei
- Plasmodium bertii
- Plasmodium bigueti
- Plasmodium booliati
- Plasmodium bowiei
- Plasmodium brodeni
- Plasmodium brasilianum
- Plasmodium brumpti
- Plasmodium brygooi
- Plasmodium bubalis
- Plasmodium bucki
- Plasmodium capistrani
- Plasmodium caprae
- Plasmodium cathemerium
- Plasmodium cephalophi
- Plasmodium chabaudi
- Plasmodium chalcidi
- Plasmodium chiricahuae
- Plasmodium circularis
- Plasmodium circumflexum
- Plasmodium clelandi
- Plasmodium cnemaspi
- Plasmodium cnemidophori
- Plasmodium coatneyi
- Plasmodium coggeshalli
- Plasmodium colombiense
- Plasmodium corradettii
- Plasmodium coturnixi
- Plasmodium coulangesi
- Plasmodium cuculus
- Plasmodium cyclopsi
- Plasmodium cynomolgi
- Plasmodium diminutivum
- Plasmodium diploglossi
- Plasmodium dissanaikei
- Plasmodium dominicana
- Plasmodium draconis
- Plasmodium durae
- Plasmodium egerniae
- Plasmodium elongatum
- Plasmodium eylesi
- Plasmodium fabesia
- Plasmodium fairchildi
- Plasmodium falciparum
- Plasmodium falconi
- Plasmodium fallax
- Plasmodium fieldi
- Plasmodium fischeri
- Plasmodium foleyi
- Plasmodium formosanum
- Plasmodium forresteri
- Plasmodium floridense
- Plasmodium fragile
- Plasmodium galbadoni
- Plasmodium garnhami
- Plasmodium gallinaceum
- Plasmodium giganteum
- Plasmodium giovannolai
- Plasmodium girardi
- Plasmodium gonatodi
- Plasmodium gonderi
- Plasmodium georgesi
- Plasmodium gologoense
- Plasmodium gracilis
- Plasmodium griffithsi
- Plasmodium guanggong
- Plasmodium gundersi
- Plasmodium guyannense
- Plasmodium heischi
- Plasmodium hegneri
- Plasmodium hermani
- Plasmodium heteronucleare
- Plasmodium hexamerium
- Plasmodium holaspi
- Plasmodium huffi
- Plasmodium hylobati
- Plasmodium icipeensis
- Plasmodium inconstans
- Plasmodium inopinatum
- Plasmodium inui
- Plasmodium jefferi
- Plasmodium josephinae
- Plasmodium juxtanucleare
- Plasmodium kempi
- Plasmodium knowlesi
- Plasmodium kentropyxi
- Plmasmodium lacertiliae
- Plasmodium leanucteus
- Plasmodium lemuris
- Plasmodium lepidoptiformis
- Plasmodium lophurae
- Plasmodium lutzi
- Plasmodium lygosomae
- Plasmodium mabuiae
- Plasmodium mackerrasae
- Plasmodium maculilabre
- Plasmodium maior
- Plasmodium malariae
- Plasmodium marginatum
- Plasmodium matutinum
- Plasmodium mexicanum
- Plasmodium michikoa
- Plasmodium minasense
- Plasmodium morulum
- Plasmodium nucleophilium
- Plasmodium octamerium
- Plasmodium odocoilei
- Plasmodium oti
- Plasmodium ovale
- Plasmodium paddae
- Plasmodium papernai
- Plasmodium paranucleophilum
- Plasmodium parvulum
- Plasmodium pedioecetii
- Plasmodium pelaezi
- Plasmodium percygarnhami
- Plasmodium petersi
- Plasmodium pifanoi
- Plasmodium pinotti
- Plasmodium pinorrii
- Plasmodium pitheci
- Plasmodium pitmani
- Plasmodium polare
- Plasmodium praecox
- Plasmodium reichenowi
- Plasmodium relictum
- Plasmodium rhadinurum
- Plasmodium rhodaini
- Plasmodium robinsoni
- Plasmodium rouxi
- Plasmodium sandoshami
- Plasmodium sasai
- Plasmodium schweitzi
- Plasmodium silvaticum
- Plasmodium simium
- Plasmodium semiovale
- Plasmodium shortii
- Plasmodium smirnovi
- Plasmodium subpraecox
- Plasmodium tanzaniae
- Plasmodium tenue
- Plasmodium tejerai
- Plasmodium tomodoni
- Plasmodium torrealbai
- Plasmodium traguli
- Plasmodium tribolonoti
- Plasmodium tropiduri
- Plasmodium uilenbergi
- Plasmodium uzungwiense
- Plasmodium watteni
- Plasmodium wenyoni
- Plasmodium vacuolatum
- Plasmodium vastator
- Plasmodium vaughani
- Plasmodium vinckei
- Plasmodium vivax
- Plasmodium volans
- Plasmodium wasielewski
- Plasmodium yoelii
- Plasmodium youngi